# Фестиваль Марэ

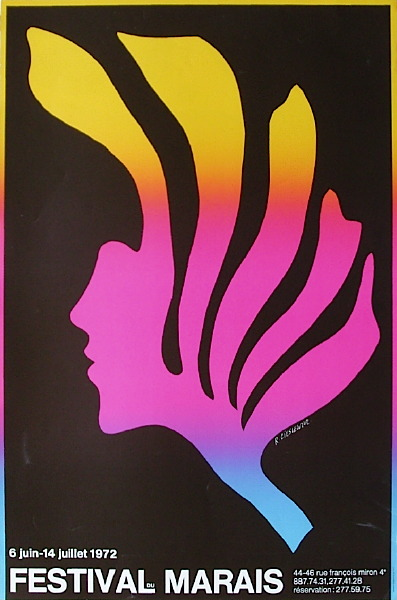
Афиша фестиваля (1972)

Фестиваль Марэ (фр. Festival du Marais) — музыкально-театральный фестиваль, проходивший ежегодно в июне в 1962—1993 гг. в парижском квартале Марэ. Фестиваль проводила специальная ассоциация, учреждённая в декабре 1961 года. Основателем ассоциации и главной движущей силой фестиваля стал Мишель Род, руководивший его проведением до 1987 года.
Самый первый фестиваль включал в свою программу 24 спектакля и 11 концертов в течение двух с половиной недель. В общей сложности их посетило около 10000 зрителей, заключительный концерт транслировался по телевидению. К 1967 году общее число зрителей и слушателей фестивальной программы выросло до 105000 человек, в программу этого года были включены гастроли Новосибирского театра оперы и балета со «Спящей красавицей» Чайковского и «Золушкой» Прокофьева. Зато в 1968 году фестиваль не состоялся из-за революционных протестов в Париже.